# Fulakora
Fulakora  este un gen de furnici în subfamilia Amblyoponinae. Genul are o distribuție la nivel mondial și, la fel ca majoritatea celorlalte amblioponine, speciile Fulakora sunt prădători specializați. Inițial a fost descris ca și pentru o lungă perioadă de timp considerat a fi un subgen de Stigmatomma până când a fost ridicat la un gen independent de către Ward & Fisher (2016).

## Specii
- Fulakora agostii (Lacau & Delabie, 2002)
- Fulakora armigera (Mayr, 1887)
- Fulakora bierigi (Santschi, 1930)
- Fulakora celata (Mann, 1919)
- Fulakora chilensis (Mayr, 1887)
- Fulakora cleae (Lacau & Delabie, 2002)
- Fulakora degenerata (Borgmeier, 1957)
- Fulakora egregia (Kusnezov, 1955)
- Fulakora elongata (Santschi, 1912)
- Fulakora exigua (Clark, 1928)
- Fulakora falcata (Lattke, 1991)
- Fulakora gnoma (Taylor, 1979)
- Fulakora gracilis (Clark, 1934)
- Fulakora heraldoi (Lacau & Delabie, 2002)
- Fulakora lucida (Clark, 1934)
- Fulakora lurilabes (Lattke, 1991)
- Fulakora minima (Kusnezov, 1955)
- Fulakora monrosi (Brown, 1960)
- Fulakora mystriops (Brown, 1960)
- Fulakora orizabana (Brown, 1960)
- Fulakora papuana (Taylor, 1979)
- Fulakora punctulata (Clark, 1934)
- Fulakora saundersi (Forel, 1892)
- Fulakora smithi (Brown, 1960)
- Fulakora wilsoni (Clark, 1928)